# Sirk
Sirk este o comună slovacă, aflată în districtul Revúca din regiunea Banská Bystrica. Localitatea se află la altitudinea de 404 m deasupra n.m., se întinde pe o suprafață de 18,35 km2 și în 2017 număra 1.254 de locuitori. Se învecinează cu comuna Rákoš, Revúca.

## Istoric
Localitatea Sirk este atestată documentar din 1421.

## Demografie
| An:                | 1994 | 2004   | 2014    | 2024    |
| ------------------ | ---- | ------ | ------- | ------- |
| Număr de persoane: | 976  | 1044   | 1173    | 1380    |
| Diferență:         |      | +6,96% | +12,35% | +17,64% |

| An:                | 2023 | 2024   |
| ------------------ | ---- | ------ |
| Număr de persoane: | 1369 | 1380   |
| Diferență:         |      | +0,80% |